# Kingley Vale National Nature Reserve
Kingley Vale National Nature Reserve is een 148 hectare groot natuurreservaat in het Engelse graafschap West Sussex, zo'n 7,5 kilometer ten noordwesten van Chichester. Het reservaat omvat een bos met zeldzame venijnbomen (taxus) tot wel 2000 jaar oud. Het bos ligt in het kleine dal Kingley Vale op de flank van een heuvelrug in het zuiden van de South Downs. Naast het beroemde taxusbos omvat Kingley Vale waardevol grasland op kalkbodem en verschillende archeologische sites: een Romeins-Keltische tempel bij Bow Hill, een nederzetting uit de ijzertijd, prehistorische vuursteenmijnen en de Devil's Humps, vorstengraven uit de bronstijd. 
Het reservaat wordt beheerd door Natural England en is behalve een nationaal natuurreservaat ook een Site of Special Scientific Interest, Special Area of Conservation en NCR-site. Kingley Vale is een wandelbestemming.

## Fotogalerij

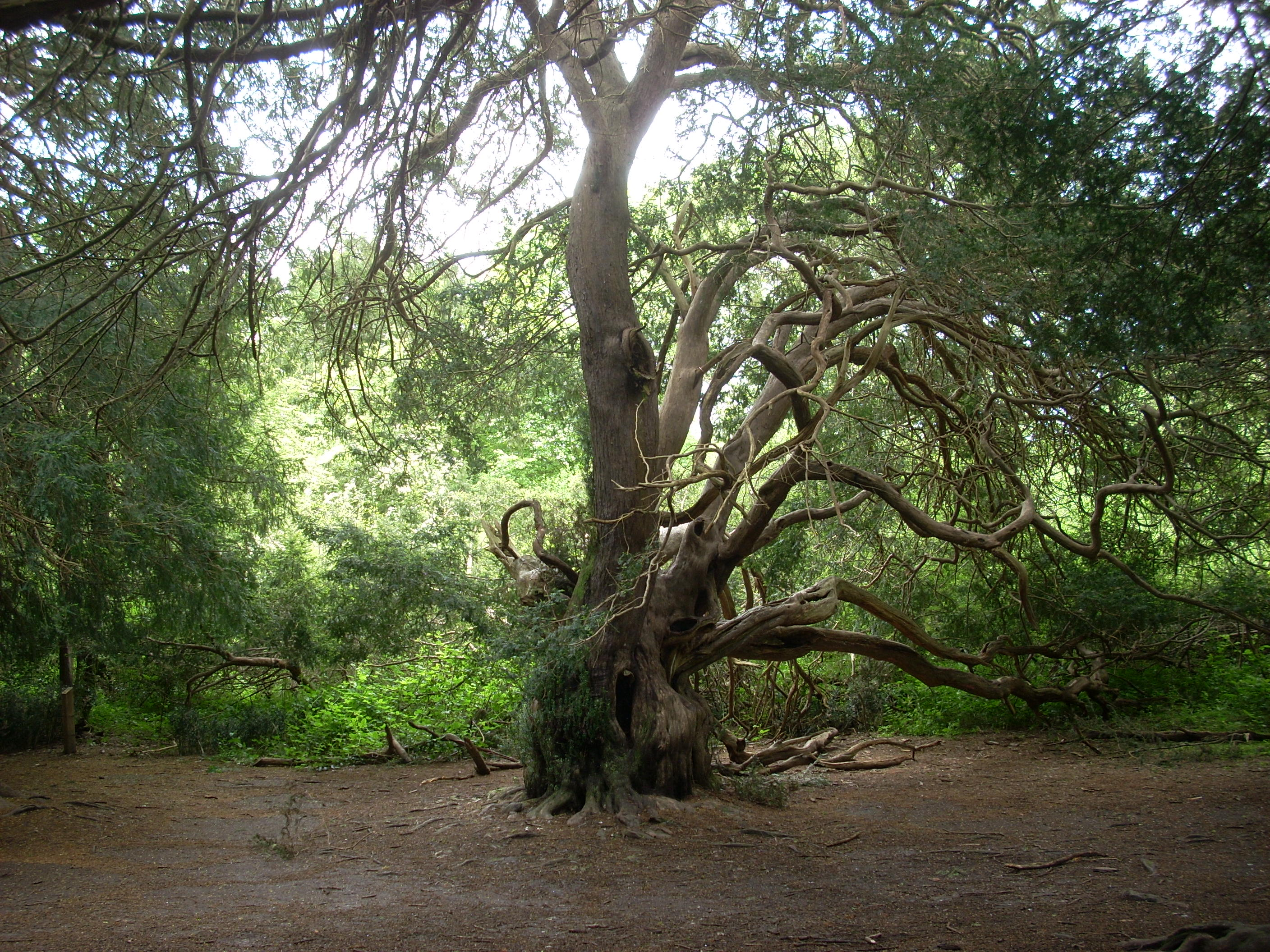
Eeuwenoude venijnbomen
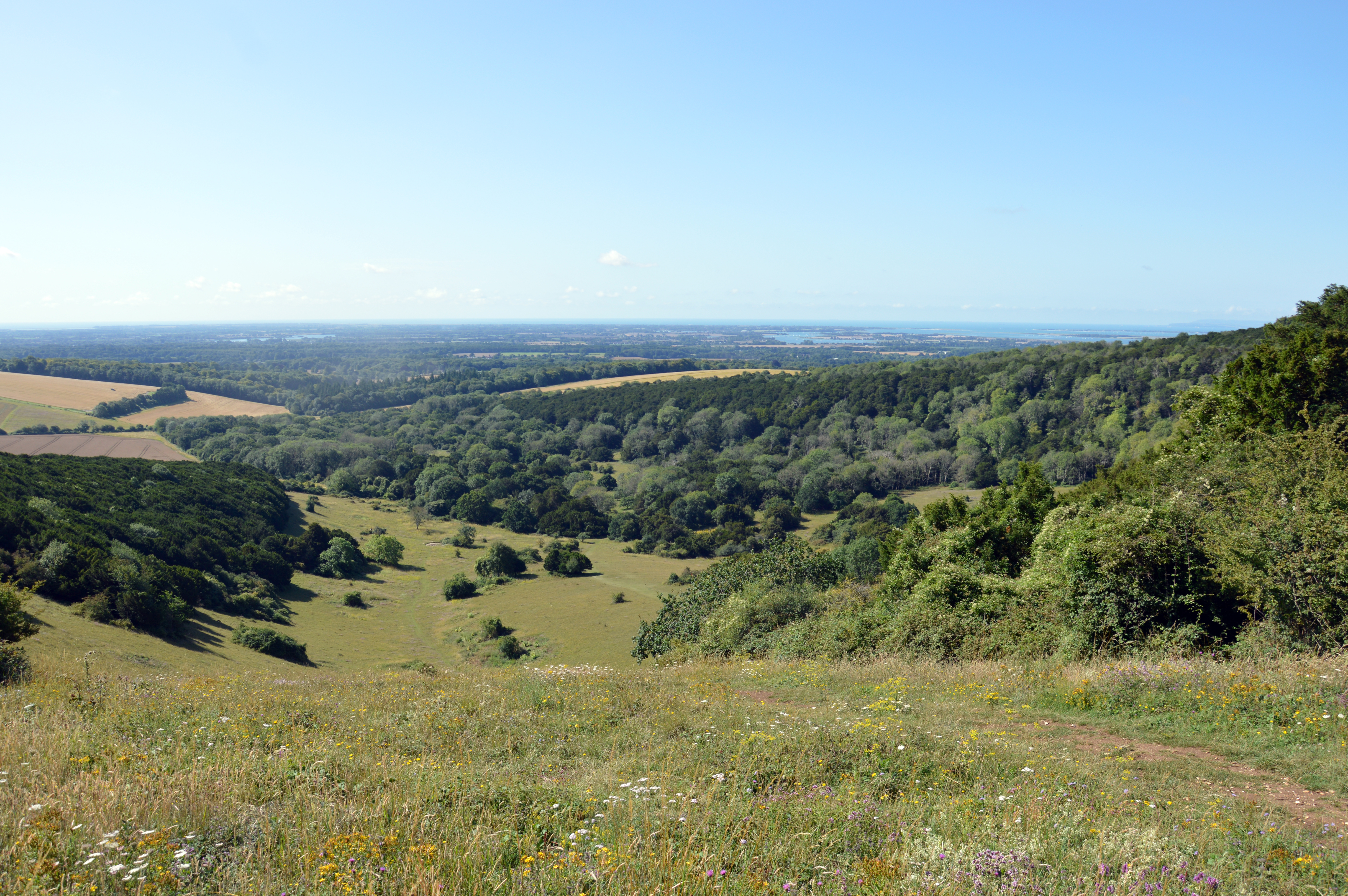
Uitzicht vanaf de heuvelrug
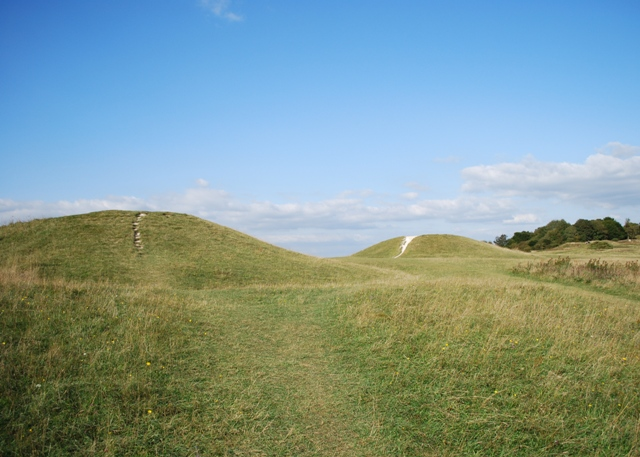
Devil's Humps op de heuvelrug